# Diecezja Ji-Paraná
Diecezja Ji-Paraná (łac. Dioecesis Giparanensis) – diecezja Kościoła rzymskokatolickiego w Brazylii. Należy do metropolii Porto Velho wchodzi w skład regionu kościelnego Norte 1. Została erygowana przez papieża Pawła VI bullą Tametsi munus w dniu 3 stycznia 1978 jako prałatura terytorialna Vila Rondônia. 19 lutego 1983 podniesiona do rangi diecezji uzyskała obecną nazwę.